# 路易士·安東尼奧·占美尼斯
路易士·安東尼奧·占美尼斯·加西斯（西班牙語：Luis Antonio Jiménez Garcés，1984年2月19日—），簡稱路易士·占美尼斯（Luis Jiménez），是一名智利足球員，現效力阿联酋球會迪拜阿赫利，司職中場，並且是智利的成員。

## 生平

### 球會
早年
出生於聖地牙哥的占美尼斯在國內球會效力過後，於2002年時加盟特拉纳展開其意大利足球生涯。 在2006年1月轉會市場時，占美尼斯加盟意甲球隊費倫天拿，並由特拉納與費倫天拿共同所擁有。占美尼斯在費倫天拿時，嘗試過以右翼、前鋒和中鋒身份上陣。占美尼斯雖然惯用右脚，却亦可以很好地利用左腳。2005/06球季，占美尼斯上陣19場，並且攻入3球。
2006年6月下半段，特拉納買下了費倫天拿持有占美尼斯的部分。2006/07球季，特拉納需要在意丙作賽，占美尼斯極不可能 留隊。然而，占美尼斯被外借至拉素並在借用完畢後正式羅致，特拉納則改變了條件和要求，並要拉素答應才可外借，其中包括要求拉素要支 付四名特拉納球員的薪金和占美尼斯留在特拉納。結果，占美尼斯表明他不會再為特拉納上陣，並要求FIFA介入事件，取消他和特拉納的合同。
拉素
2007年1月15日，占美尼斯最終被外借至拉素，並在1月27日對巴勒莫的賽事中首次意甲亮相。
國際米蘭
2007年7月15日，占美尼斯獲外借至國際米蘭。
占美尼斯在歐聯對費倫巴治的賽事中攻入其加盟以來的首球，這球加時的入球，令占美尼斯得已出戰在12月2日對費倫天拿的賽事，並攻入了第一球，及後在12月5日對拉素的賽事則以後備身份上陣，交出了一個助攻。
2007/08球季完結後，國際米蘭正式買入占美尼斯。
在荷西·摩連奴的麾下，占美尼斯在對羅馬的賽事中下半場入替，並射入了一球十二碼，協助球隊贏得意大利盃。2008年8月30日，占美尼斯在對森多利亞的賽事後，在訓練時受傷。2008年11月30日，占美尼斯在對拿玻里的賽事中後備入替復出。2008/09球季，由於傷患關係，占美尼斯只上陣了6場。
2009年6月23日，占美尼斯與特拉納的共同合約續約。
韋斯咸
2009年6月23日，占美尼斯被外借至韋斯咸，雖然占美尼斯的工作許可證在幾個星期前成功地獲得，在個人條款同意後，這場交易才被公佈。韋斯咸借用占美尼斯一年，其中一個選項是在借用期完結後買入占美尼斯。飽受財困的韋斯咸同意於2010年1月提前結束借用，期間上陣12場，於大勝般尼5-3憑十二碼取得唯一英超入球。
帕爾馬
占美尼斯返回義大利加盟帕爾馬直到球季結束，並表示希望能夠穩定地長時間效力一支球隊，結束其足球浪人生涯。

### 國際賽
2004年4月28日，占美尼斯在對秘魯賽事中首次代表智利上陣。2005年6月4日，占美尼斯在對玻利維亞的賽事中，交出助攻予馬塞洛·沙拉斯，使到馬塞洛·沙拉斯以35個入球名列智利有紀錄以來入球最多的球員。四天後，占美尼斯在對委內瑞拉的賽事中梅開二度。2006年，占美尼斯成為智利的隊長，並贏得2005/06年球季年度智利最佳球員。

## 個人
2006年，占美尼斯與智利模特兒瑪利亞·祖絲·盧比斯結婚。

## 外部連結
- 足球数据库：路易士·安東尼奧·占美尼斯的球员统计数据